# Bärendenkmal (Mildensee)

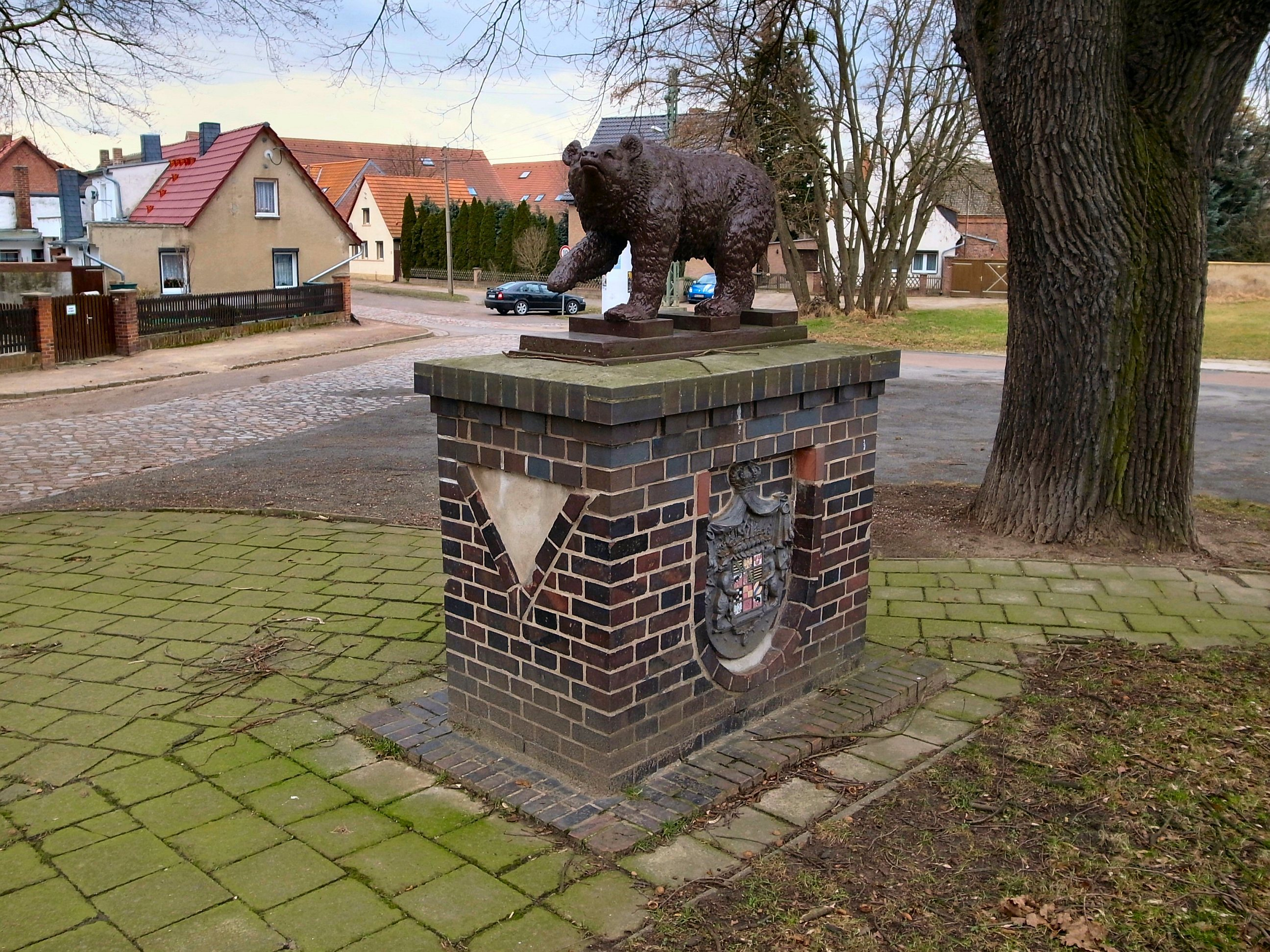
Bärendenkmal

Das Bärendenkmal von Mildensee erinnert an die Ostexpansion unter Otto dem Großen durch den Markgrafen Gero und wurde während der Zeit des Dritten Reichs errichtet. Es ist eine dem Wappen von Anhalt bzw. dem Wappen der Beringer nachgebildete Figur.

## Geschichte und Beschreibung
Das Denkmal besteht aus der gegossenen Metallfigur eines auf angedeuteten Zinnen schreitenden Bären mit erhobener rechter Vordertatze auf einem gemauerten Sockel. Es wurde im Jahr 1938 im Ortszentrum aufgestellt.
Vermutlich wurde die Bärenfigur in der Kunstgießerei Kurek in Mägdesprung hergestellt. Auf der Vorderseite des Sockels ist eine farbige Platte mit dem Wappenschild des Hauses Anhalt angebracht, auf der Rückseite befindet sich eine Gussplatte mit der Inschrift: „Das tausendjährige Anhalt gegründet 938 von Markgraf Gero“. Das Denkmal wurde 1999 saniert.